# Életre-halálra (film, 1998)
Az Életre-halálra (eredeti cím: U.S. Marshals) 1998-ban bemutatott amerikai akciófilm Tommy Lee Jones, Wesley Snipes és Robert Downey Jr. főszereplésével. A film az öt évvel korábbi A szökevény című nagy sikerű film tulajdonképpeni folytatása, a benne szereplő Sam Gerard rendőrbírónak és csapatának újabb kalandjairól szól, de a cselekménynek ezen kívül semmi köze a korábbi filmhez. Ahhoz hasonlóan azonban ezúttal is egy ártatlanul gyilkossággal vádolt férfit üldöznek, és egy ügynök is segíti a csapatot, mivel a szökevény megölt két ügynököt, akik a diplomáciai biztonsági szolgálatnál dolgoztak.

## Cselekmény
|  | Alább a cselekmény részletei következnek! |

Az autószerelőként dolgozó Mark Roberts (Wesley Snipes) autóbalesetet szenved Chicagóban. Az autóban egy fegyvert találnak, amivel fél évvel korábban két ügynököt meggyilkoltak az ENSZ garázsában, ezért Roberts-et letartóztatják. Roberts (valódi neve Mark Sheridan) valóban lelőtte a két ügynököt, de csak önvédelemből, a bizonyítékok azonban ellene szólnak, így elítélik, és egy New Yorkba rabokat szállító szövetségi repülőgépre teszik több más rabbal együtt. Sam Gerard (Tommy Lee Jones) vizsgálóbíró is a gépen utazik, mert a legutóbbi akciója során egy puskával fejbevágott egy gyanúsítottat, mivel az a letartóztatása után megharapta az egyik emberét.
A repülőutat nem sokkal az indulás után egy kínai származású rab hiúsítja meg, aki egy házi készítésű lőfegyverrel, amit a WC-ben helyeztek el számára, le akarja lőni Sheridant, de az hárítja a támadást, a lövedéktől a gép oldala kilyukad. A nyomáskülönbség miatt a merénylő és mások is kirepülnek, a gép kényszerleszállást hajt végre egy néptelen mellékúton. A gép lecsúszik az útról, kigyullad, a hátára fordul és egy folyóban áll meg. Gerard és a többi tiszt kiszabadítja és kitereli a rabokat, de Sheridan a megfelelő pillanatban megszökik. Másnap reggel is zajlik a gép kimentése, miközben Gerard csapata befut.
Ekkor három diplomáciai ügynök tűnik fel, egyikük, John Royce (Robert Downey Jr.) különleges ügynök Gerardékkal marad az ügy kényes mivolta miatt, annak tiltakozása ellenére. Így a csapat Royce-szal kiegészülve kezdi meg Sheridan felkutatását, kezdetben a közeli mocsaras erdőben, ahol rá is bukkannak, de ahonnan sikerül meglépnie, miközben Gerardot megsebesíti, rálő Royce fegyverével. Gerard kisebb sérüléssel megússza, mivel golyóálló mellényt viselt, azonban gyanítani kezdi, hogy valami nincs rendjén, mivel Sheridan meg is ölhette volna, ha akarja.
Hamarosan az is kiderül, hogy a bizonyítékként használt videó-felvétel a parkolóról nincs rendben, ami szerint Sheridan egy kínai férfival üzletelt, és eközben követte volna el a gyilkosságot, ugyanis a „bizonyítékokkal” ellentétben Sheridan kesztyűt viselt, tehát a táskán nem maradhatott ott az ujjlenyomata.
Gerard és főnöke New Yorkban a diplomáciai biztonsági szolgálat igazgatójához mennek, és a kamerák által rögzített tényekkel szembesítik. Eszerint Sheridan kesztyűt viselt, tehát nem hagyhatott ujjlenyomatot, ahogy eddig állították; a helyszínen egy kínai férfi is látszik; továbbá Sheridan önvédelemből lőtte le a két ügynököt, nem pedig előre megfontoltan.
A diplomáciai biztonsági szolgálat (DSS) igazgatója, Bertram Lamb (Patrick Malahide)  elismeri, hogy nem tártak fel minden információt a nyomozók előtt, és felfedi, hogy „Mark Roberts” valójában Mark Sheridan, egy jól képzett titkos ügynök (egy „sárkány”, aki nem tart hivatalos kapcsolatot a szolgálattal), akit ők a piszkos munkák elvégzésére tartottak. Egy beépített ember után nyomoztak, aki az amerikai Külügyminisztériumban dolgozva titkos információkat adott el Kínának. A gyanú Sheridanra terelődött. Azt feltételezték, hogy ő szivárogtatja ki az információkat a kínai követségen dolgozó Chen kulturális attasénak. Feltételezésük szerint a pénz átadása közben tűzharc tört ki, melynek során Sheridan két ügynököt megölt, majd eltűnt.
Chicagóban Gerard és a többi rendőrbíró minden nyomot követnek, így rábukkannak Roberts barátnőjére, aki a baleset utáni kórházi számlákat kifizette. Ő Marie Bineaux (Irène Jacob). Továbbá megtalálják azt a szerelőt, aki a barkácsolt lőfegyvert elhelyezte a gépen, őt azonban holtan találják egy edzőterem mosdójában. Az edzőteremből egy kínai férfit látnak elmenekülni.
Mark Sheridan New Yorkba érkezik, hogy a végére járjon, ki és miért keverte bele az ügybe. Egy ismerősénél elhelyezett széfből fegyvert, útleveleket és készpénzt vesz fel.
Egy temetőben (a valóságban a Bohemian National Cemetery, Chicago egyik temetője) Sheridan a kínai férfit követve az egyik áruló ügynökkel találkozik, és a társa nevét akarja megtudni tőle, a férfi azonban meghal, mert a kínai férfi egy távcsöves puskával lelövi. A kínai „kulturális attasé”-t a rendőrbírók letartóztatják.
Az innen is továbbmenekülni kénytelen Sheridan egy nyugdíjas otthonba menekül, ahol az egyik bentlakó szobájában összeverekszik Royce-szal, aki le akarja lőni, de az épp akkor odaérkező Newman ügynököt, Gerard fiatal kollégáját lövi le, aki a kórházba szállítás közben belehal a sérülésébe, Sheridan pedig egy vonat tetejére ugorva elmenekül. Gerardot teljesen lesújtja Newman halála, ezért úgy tudva, hogy Sheridan a gyilkos, haragtól telve, semmivel és senkivel nem törődve nyomoz tovább. Kideríti, hogy egy elhagyott kocsiban hagyott tablettás dobozban, amin Sheridan ujjlenyomata volt, tengeribetegség elleni szer volt, ezért értesíti a kikötőt, hátha valahol gyanús magányos utas akar kihajózni. Meg is találja Sheridant egy Kanadába tartó teherhajón, akivel a raktérben egy nagy kupac gabonában küzd meg. Gerard majdnem belefojtja a gabonába, Sheridan már megadná magát, mikor Royce ügynök többször rálő és megsebesíti.
Sheridan kórházba kerül, őrizet alá, ahol Gerard és Royce a jelentéseiket intézik. Gerard felajánlja, hogy elmegy kávéért, Royce pedig a bizonyítékokkal elküldi az ott posztoló rendőrt. Kisvártatva Royce elvágja Sheridan béklyóit, hogy úgy nézzen ki, mintha menekülni akart volna, és le akarja lőni, de ekkor betoppan Gerard. Kezében Sheridan fegyvere, amit Royce bizonyítékként a rendőrre bízott, és amit Sheridan még az erdőben szedett el Royce-tól, mivel eredetileg az övé volt. Gerard szembesíti a tényekkel: Royce kireszelte a sorozatszámot a pisztolyból, aztán Sheridan ezzel a fegyverrel lőtt rá, tehát ha az őt eltalált golyók egyeznek a Newman halálát okozó golyókkal, Royce a tettes és az áruló is. Royce ezután már nem tagad, bevallja, ő lőtte le Newmnant, mivel rajtakapta, mikor le akarta lőni Sheridant és látszólag megadja magát, amikor a másik fegyveréért nyúl, mert Gerard elővigyázatosságból kicserélte a tárat, így a fegyvere nem működik. Gerard azonban gyorsabb és egyetlen lövéssel végez Royce-szal.
Pár napra rá Sheridant felmentik minden vád alól, Gerardot pedig arra utasítja a főnöke, hogy ő és a csapata menjen szabadságra.
|  | Itt a vége a cselekmény részletezésének! |

## Szereplők
| Színész            | Szerep                                 | Magyar hang     |
| ------------------ | -------------------------------------- | --------------- |
| Tommy Lee Jones    | Samuel Gerard vizsgálóbíró             | Rajhona Ádám    |
| Wesley Snipes      | Mark Sheridan                          | Csuja Imre      |
| Robert Downey Jr.  | John Royce különleges ügynök           | Czvetkó Sándor  |
| Joe Pantoliano     | Cosmo Renfro helyettes vizsgálóbíró    | Epres Attila    |
| Daniel Roebuck     | Robert Biggs helyettes vizsgálóbíró    | Rosta Sándor    |
| Tom Wood           | Noah Newman helyettes vizsgálóbíró     | Kálid Artúr     |
| LaTanya Richardson | Savannah Cooper helyettes vizsgálóbíró | Kocsis Mariann  |
| Irene Jacob        | Marie Bineaux                          | Kéri Kitty      |
| Kate Nelligan      | Catherine Walsh rendőrbíró             | Győry Franciska |

## Érdekességek
Gerard kiselőadása a Glock pisztolyról, ami később a bűnös leleplezéséhez is hozzásegíti, itt tette ismertté leginkább az Amerikában is rendszeresített osztrák pisztolytípust, amivel az amerikai Colt és az olasz Beretta után látták el a fegyveres szerveket. (A film másik ominózus fegyvere Royce pisztolya, egy csillogó Taurus, amelyet Gerard egyszerűen „nikkelezett szar”-nak titulál.)